# Voulon
Voulon ist eine französische Gemeinde mit 468 Einwohnern (Stand: 1. Januar 2022) im Arrondissement Montmorillon, im Département Vienne in der Region Nouvelle-Aquitaine (vor 2016: Poitou-Charentes); sie ist Teil des Kantons Lusignan (bis 2015: Kanton Couhé). Die Einwohner werden Voulonnais genannt.

## Geographie
Voulon liegt etwa 26 Kilometer südsüdwestlich von Poitiers am Dive und seinem Zufluss Bouleure. Die Dive mündet einige hundert Meter weiter in den Clain. Umgeben wird Voulon von den Nachbargemeinden Vivonne im Norden, Anché im Süden und Osten sowie Payré im Süden und Westen.

## Bevölkerungsentwicklung
| Jahr                      | 1962 | 1968 | 1975 | 1982 | 1990 | 1999 | 2006 | 2013 |
| Einwohner                 | 286  | 263  | 252  | 248  | 232  | 304  | 337  | 436  |
| Quelle: Cassini und INSEE |      |      |      |      |      |      |      |      |

## Sehenswürdigkeiten
- Kirche aus dem 19. Jahrhundert
- Kapelle Saint-Macoux